# JPL Small-Body Database
La JPL Small-Body Database (SBDB) és una base de dades d'astronomia sobre petits cossos del Sistema Solar. És mantingut pel Jet Propulsion Laboratory (JPL) i la NASA i proporciona dades per a tots els asteroides i diversos cometes coneguts, inclosos els paràmetres i diagrames orbitals, els diagrames físics i les llistes de publicacions relacionades amb el cos petit. La base de dades s'actualitza diàriament.

## Dades de proximitat
A partir d'agost de 2013 (efemèrides planetàries DE431) hi ha dades de proximitat disponibles per als grans planetes i els 16 asteroides més massius. Hi ha dades de cerca properes que s'hi afegeixen ";cad=1" cap al final de l'URL.

## Diagrama de l'òrbita
Hi ha una miniaplicació Java disponible i proporcionada com a eina de visualització d'òrbita 3D. La miniaplicació es va implementar utilitzant mètodes de 2 cossos poc fiables, i per tant, no s'hauria d'utilitzar per determinar trajectòries precises a llarg termini (durant diversos anys o dècades) o circumstàncies de trobada planetària. Per les efemèrides exactes utilitzen el JPL Horizons On-Line Ephemeris System que maneja el n-problema de cos mitjançant la integració numèrica. La miniaplicació de Java està disponible afegint ";orb=1" al final de la url.